# Отряд особого назначения (фильм, 2011)
«Отряд особого назначения» (фр. Forces spéciales)  — французский боевик режиссёра Стефана Рибожада. Премьера в России состоялась 3 ноября 2011 года.

## Сюжет
Французская журналистка Эльза Казанова, находясь в Афганистане, пишет статью о «кабульском мяснике» Заефе, тем самым навлекая на себя гнев оружейного барона и провоцируя своё похищение талибами. Эльза пытается покинуть страну, но приспешники Заефа выслеживают и задерживают её с проводником. Взяв их в заложники, они публикуют видео с жестоким убийством её помощника. 
Правительство Франции отказывается выполнять условия похитителей. Тогда талибы размещают в Интернете жестокое видео с обратным отсчётом времени до её казни. На выручку девушке отправляется элитный отряд французского спецназа из шести человек. Но мало отбить жертву у бандитов, нужно ещё вывести её с враждебной территории. Возвращение домой становится боевым крещением как для гражданской журналистки, так и для бывалых солдат-спецназовцев.

## Съёмки
Съёмки проходили во Франции, Таджикистане и Джибути.

## В ролях
- Диана Крюгер — Эльза
- Джимон Хонсу — Ковакс, морской спецназ
- Бенуа Мажимель — Тик-Так, 1-й парашютно-десантный полк морской пехоты
- Дени Меноше — Лукас, морской спецназ
- Рафаэль Персонна — Элиас, CPA 10
- Ален Фиглаж — Виктор, морской спецназ
- Ален Аливон[en] — Мариус, морской спецназ
- Мехди Неббу — Амин
- Раз Деган — Заеф
- Чеки Карио — Гюзеннек,  контр-адмирал, глава Командования сил спецопераций[фр.]
- Жанна Бурно — Алекс
- Энн Кейлон — Жанна
- Эльза Леви — Клэр
- Моржана Алауи

## Мнения критиков
Рецензенты сайта Rotten Tomatoes оставили 15% положительных отзывов о фильме. 52% зрителей поставили картине оценку 3,5 и выше.
Роберт Абеле (Los Angeles Times) написал в своей рецензии: «Не только американцы умеют снимать свинцовые, похожие на видеоигры упражнения в тупом военном экшене. …Сценарист, продюсер и режиссер Стефан Рибожад любит, чтобы его исламские фундаменталисты были по-детски безжалостны, афганские жертвы — беспомощны, а герои шутера от первого лица были полны слюны, уксуса и мученической бравады. …Перестрелки, между тем, настолько однообразны, что выхолащивают те немногие моменты, когда Рибожад успешно добивается устойчивого эмоционального напряжения от выполнения опасной миссии. Шкала игры оперирует оттенками боевой крикливости, мужественной язвительности и раненого страдания».
Сайт AlloCiné.fr на основании 14 рецензий присвоил фильму оценку 1,2 из 5 возможных.